# Джон Кроппер
Джон Кроппер (англ. John Cropper; 1797–1876) &ndash філантроп і прихильник аболіціонізму, бізнесмен у Великій Британії, який був відомий як «найбільш щедра людина в Ліверпулі».

## Бізнес іблагодійність
Джон Кроппер був знаменитий тим, що був багатим і щедрим. Це пояснює, чому на його столі опинився лист адресований «найщедріший людині в Ліверпулі». Щороку він і його дружина будуть підтримувати і частувати неповнолітніх правопорушників, які відбували покарання на навчальному кораблі «Акбар». Кроппер також буде утримувати Біблейські класи щонеділі в будинку сім'ї, створені для «занепалих дівчат.» Це було на додаток до школи для одягнених у лахміття (англ. ragged school), яку вони створили для місцевих жебрацьких дітей. Ця школа була відома як «St. Croppers» і схоже, що вона згадана у наведеній нижче поемі.
У 1836 році партнер його батька, Роберт Ретбоун Бенсон (відомий як «Robert R»), подав у відставку з членства квакерів. Це було зовсім не простою справою, бо церква квакерів була центром спільноти її членів. Бенсон був пов'язаний і поріднений з Ісааком Кроудсон, лідером на зборах квакерів Манчестеру. Кроудсон написав і видав книгу в січні 1835 року під назвою A Beacon to the Society of Friends. Це запалює суперечки, які пов'язані з роллю євангелізації в суспільстві, що в кінцевому підсумку призвело до відставки Кроудсона. і близько 300 аналогічно мислячих людей по всій країні. Бенсон переїхав до Манчестеру.
Саме з цієї внутрішньої полеміки від 31 січня 1838 року Джеймс Кроппер, батько Джона Кроппера, вийшов з партнерства «Cropper, Benson & Co», яке створило сім'ю багатою і заможною. Джеймс Кроппер хотів направити свою енергію на благодійні інтереси і обидва його сина, Джон і Едвард, погодилися.
У 1840 році Джон Кроппер відправився в Лондон для участі з'їзд противників рабства в світі 12 червня 1840 року. На малюнку вище справа він показан на картині, яка зроблена в пам'ять про подію привернувшу делегатів з Америки, Франції, Гаїті, Австралії, Ірландії, Ямайки і Барбадос.
Джон Кроппер увійшов до складу комітету Liverpool City Mission, де служив як президент з 1847 по 1874 роки.
У 1853 році Harriett Бічер-Стоу відвідав Англію і зупинився спочатку в будинку Джона Кроппера, в Dingle Bank. 23 вересня 1853 року третій син Джона Кроппера, Джон Wakefield Кроппер, одружився з Сусанною Елізабет Лідією Арнольд. Сусанна була третьою дочкою покійного Доктора Томаса Арнольда, директора школи Регбі.

## Сім'я
Джон Кроппер народився в сім'ї Джеймса Кроппер і Мері Кроппер в 1797 році. Джон Кроппер одружився з Енн Вейкфілд, у них народилося десять дітей:
1. Марія (1821—1885) була одружена з Джоном Саул Howson[11];
2. Джеймс (1823—1900);
3. Сара (1824—1890);
4. Енн (народилася в 1825);
5. Джон Уейкфілд (1828—1829);
6. Джон Уейкфілд (1830—1892);
7. Ізабелла (1831—1831);
8. Едвард Вільям (народився в 1833);
9. Ізабелла Еліза (народився 1835);
10. Маргарет (народився 1836).[12]

## Поема
Поема про Джона Кроппер була написана Едвардом Лір.
 

Dingle Bank

He lived at Dingle Bank - he did; -

He lived at Dingle Bank;

And in his garden was one Quail,

Four tulips and a Tank:

And from his window he could see

The otion and the River Dee.

His house stood on a Cliff, - it did,

Its aspic it was cool;

And many thousand little boys

Resorted to his school,

Where if of progress they could boast

He gave them heaps of buttered toast.

But he grew rabid-wroth, he did,

If they neglected books,

And dragged them to adjacent Cliffs

With beastly Button Hooks,

And there with fatuous glee he threw

Them down into the otion blue.

And in the sea they sway, they did, -

All playfully about,

And some eventually became

Sponges, or speckled trout: -

But Liverpool doth all bewail

Their Fate; - likewise his Garden Quail.